# Binkos, Sliven
Binkos (în bulgară Бинкос) este un sat în comuna Sliven, regiunea Sliven,  Bulgaria. 

## Demografie
Componența etnică a satului Binkos
     Bulgari (94,01%)
     Romi (5,38%)
     Nicio identificare (0,59%)
     Altele (0%)
La recensământul din 2011, populația satului Binkos era de 167 locuitori. Din punct de vedere etnic, majoritatea locuitorilor (94,01%) erau bulgari, cu o minoritate de romi (5,38%). Pentru 0,59% din locuitori nu este cunoscută apartenența etnică.